# Geodena suffusa
Geodena suffusa là một loài bướm đêm trong họ Geometridae.